# 21 février dans les chemins de fer
21 janvier 21 mars
Chronologies thématiques
- Croisades
- Sports
- Disney

Cette page concerne les événements qui se sont déroulés un 21 février dans les chemins de fer.

## Événements

### XIXesiècle
- 1804 : en Grande-Bretagne, première circulation sur des rails près de Merthyr Tydfil au pays de Galles d'une locomotive à vapeur construite par Richard Trevithick.